# چارلز سالیوان
چارلز سالیوان (انگلیسی: Charles Sullivan؛ ‏ ۲۴ آوریل ۱۸۹۹ – ۲۵ ژوئن ۱۹۷۲) بازیگر اهل ایالات متحده آمریکا بود.
از فیلم‌ها یا برنامه‌های تلویزیونی که وی در آن نقش داشته‌است می‌توان به دیکتاتور بزرگ، ترانه مرد لاغر، سان فرانسیسکو، چه زندگی شگفت‌انگیزی، خانمی برای یک روز، کینگ کونگ، صورت‌زخمی، آقای دیدز به شهر می‌رود، فرشتگانی با چهره‌های کثیف، هوا همیشه مناسب است، تلاش واپسین، آقای اسمیت به واشینگتن می‌رود، خشم، نیروی دریایی وارد می‌شود، گرگ دریا، پرواز آزمایشی، وضعیت کشور، عشق همیشه بهتر است، تمام شهر حرفش را می‌زنند، مرد محبوب و موفق، نیروی هوایی، کارکنان، داماد وارد می‌شود، زیر صفر، زن طراح، فرانسیس به مسابقات می‌رود، سوارکاری در اوج، غواصان جهنم، غریبه‌ها در شب، نامه‌ای برای ایوی، رابارب، گلادیاتور، تهدید عمومی، در پشت جبهه، دام و بیوه جوان اشاره کرد.